# Inger Egler
Inger Margareta Egler Törnlund, ogift Berglund, född 26 augusti 1935 i Linköping, död 17 februari 2019 i Stockholm, var en svensk programpresentatör och sändningsledare vid Sveriges Radio/Sveriges Television. 
Inger Egler var dotter till hovjuveleraren Börje Berglund och Toini, ogift Sekander.
Egler anställdes 1966 som programpresentatör och var samtida med kända pionjärer som Anita Lindman, Alicia Lundberg och Amelie Appelin. 1969 beslöts i samband med starten av TV2 att hallåverksamheten skulle upphöra, vilket efter protester inte genomfördes då. Egler knöts samtidigt till Utbildningsradion (UR) och kom 1979 till TV2 och blev  både sändningsledare och hallåa. Hon utbildade även nya hallåor som Michaela Jolin och Pekka Heino. Egler stannade kvar på SVT fram till 1997 då hon gick i pension.
Inger Egler var gift första gången 1957–1976 med TV-producenten Lars Egler (1935–1992) och andra gången 1984–1997 med rådmannen Sven Törnlund (1928–2002).